# Stade Municipal Bou Ali-Lahouar
Stade Municipal Bou Ali-Lahouar (arab. الملعب البلدي بوعلي لحوار) – stadion położony w Tunezji, w miejscowości Hammam Susa. Obiekt może pomieścić 6 500 osób. Aktualna siedziba klubu ES Hammam Sousse z ligi Championnat la Ligue Professionnelle 1.
12 listopada 1965 na stadionie odbył się mecz piłkarskich reprezentacji Ghany i Konga (5:2), rozegrany w ramach Pucharu Narodów Afryki 1965.